# Norodom Ranariddh
Đây là tên người Campuchia, họ viết trước, tên viết sau: họ là Norodom. Tuy vậy, tên người Campuchia hiện đại theo kí tự Latin thường được viết theo thứ tự Tây phương (tên trước họ sau). Ngoài ra, tên còn có thể kèm các danh hiệu tôn xưng phía trước.
Hoàng thân Norodom Ranariddh (2 tháng 1 năm 1944 – 28 tháng 11 năm 2021) là con trai cả của cựu Quốc vương Norodom Sihanouk của Campuchia và là anh em cùng cha khác mẹ với đương kim quốc vương Norodom Sihamoni. Ông cũng từng giữ chức Thủ tướng thứ nhất của Campuchia từ năm 1993 đến 1997, và sau đó là Chủ tịch Quốc hội Campuchia từ năm 1998 đến năm 2006.
Ranariddh đã tốt nghiệp Đại học Provence và bắt đầu sự nghiệp của mình với công việc của một nhà nghiên cứu và giảng dạy luật tại Pháp. Năm 1983, ông gia nhập FUNCINPEC và năm 1986 trở thành Tổng tham mưu trưởng kiêm Tổng tư lệnh của Armée nationale sihanoukiste (Quân đội quốc gia Sihanouk). Ranariddh trở thành Tổng thư ký của FUNCINPEC vào năm 1989 và chủ tịch của FUNCINPEC vào năm 1992. Khi FUNCINPEC giành chiến thắng trong cuộc tổng tuyển cử ở Campuchia năm 1993, chính đảng này đã thành lập một chính phủ liên minh với Đảng Nhân dân Campuchia, do hai vị thủ tướng đồng đứng đầu. Ranariddh trở thành Thủ tướng thứ nhất của Campuchia trong khi Hun Sen, người từ Đảng Nhân dân, trở thành Thủ tướng nhì. Với tư cách là Thủ tướng thứ nhất, Ranariddh đã thúc đẩy lợi ích kinh doanh ở Campuchia cho các nhà lãnh đạo từ các nước trong khu vực và thành lập Hội đồng Phát triển Campuchia.
Từ đầu năm 1996, quan hệ giữa Ranariddh và Hun Sen trở nên xấu đi khi Ranariddh phàn nàn về sự phân bổ quyền lực chính phủ không đồng đều giữa FUNCINPEC và CPP. Sau đó, cả hai nhà lãnh đạo đã tranh cãi công khai về các vấn đề như việc thực hiện các dự án xây dựng, ký kết hợp đồng phát triển bất động sản và liên minh đối thủ của họ với Khmer Đỏ. Vào tháng 7 năm 1997, một cuộc đụng độ lớn giữa quân đội liên kết riêng với FUNCINPEC và CPP đã diễn ra, buộc Ranariddh phải sống lưu vong. Tháng sau, Ranariddh bị loại khỏi chức vụ Thủ tướng thứ nhất.
Ông trở lại Campuchia vào tháng 3 năm 1998, và lãnh đạo đảng của mình trong cuộc tổng tuyển cử năm 1998 ở Campuchia. Khi FUNCINPEC thua CPP trong cuộc bầu cử, Ranariddh đã trở thành Chủ tịch Quốc hội vào tháng 11 năm 1998. Ông được coi là người kế vị tiềm năng ngôi vua của Sihanouk, cho đến năm 2001, ông từ bỏ mối quan tâm kế vị. Với tư cách là Chủ tịch Quốc hội, Ranariddh là một trong chín thành viên của hội đồng tôn vương, năm 2004 đã chọn Sihamoni làm người kế vị Sihanouk.
Vào tháng 3 năm 2006, Ranariddh từ chức Chủ tịch Quốc hội và vào tháng 10 năm 2006 bị cách chức Chủ tịch FUNCINPEC. Tháng sau, ông thành lập Đảng Norodom Ranariddh (NRP). Những lời buộc tội và một bản án tham ô đã khiến ông phải sống lưu vong một lần nữa. Ông trở lại Campuchia để được ân xá vào tháng 9 năm 2008 và rút lui khỏi chính trường. Từ năm 2010 đến năm 2012, ông đã cố gắng sáp nhập NRP của mình với FUNCINPEC không thành công. Năm 2014, ông thành lập Đảng Nhân dân Bảo hoàng (CRPP) tồn tại trong thời gian ngắn trước khi trở lại FUNCINPEC vào tháng 1 năm 2015. Sau đó, ông được bầu lại vào chức vụ chủ tịch FUNCINPEC.

## Tiểu sử
Ranariddh sinh ở Phnôm Pênh, là con của quốc vương Sihanouk và bà vợ thứ nhất của ông, hoàng hậu Phat Kanhol, là một vũ công ba lê gắn liền với cung đình. Ranariddh bị tách khỏi mẹ năm 3 tuổi khi bà tái hôn, và sau đó chủ yếu lớn lên dưới sự chăm sóc bà cô, Norodom Ketkanya và cháu gái, Norodom Sobhana. Ranariddh học tiểu học tại Trường Norodom và hoàn thành một phần chương trình trung học tại Lycee Descartes ở Phnôm Pênh. Trong thời thơ ấu của mình, cậu đã có mối quan hệ thân thiết với ông bà của mình, Norodom Suramarit và Sisowath Kossamak, nhưng lại xa cách với cha của mình.
Năm 1958, Ranariddh được gửi đến một trường nội trú ở Marseille cùng với người anh em cùng cha khác mẹ của mình Norodom Chakrapong. Ban đầu, Ranariddh dự định theo học ngành y vì anh học giỏi các môn khoa học, nhưng Kossamak thuyết phục anh theo học ngành luật. Sau khi học xong trung học năm 1961, anh ghi danh vào chương trình luật đại học của Đại học Paris. 
Năm 1962, Ranariddh đăng ký vào trường luật của Đại học Provence (nay thuộc Đại học Aix-Marseille). Ông lấy bằng cử nhân và thạc sĩ lần lượt vào năm 1968 và 1969, chuyên về luật công. Sau khi nhận bằng thạc sĩ, Ranariddh đã tham gia kỳ thi kiểm tra chất lượng tiến sĩ vào năm 1969. Ông trở lại Campuchia vào tháng 1 năm 1970, và làm thư ký tại Bộ Nội vụ trong một thời gian ngắn. Khi Lon Nol đảo chính thành công lật đổ Sihanouk vào tháng 3 năm 1970, Ranariddh bị mất việc và trốn vào rừng, nơi ông là cộng sự thân cận của các nhà lãnh đạo kháng chiến.
Năm 1971, Ranariddh cùng với một số thành viên của gia đình hoàng gia bị bắt và bị giam 6 tháng trước khi được thả. Năm sau, ông bị bắt lại và bị giam thêm 3 tháng nữa. Năm 1973, Ranariddh trở lại Đại học Provence, nơi ông hoàn thành chương trình nghiên cứu tiến sĩ của mình vào năm 1975. Từ năm 1976 đến năm 1979, ông làm nghiên cứu tại CNRS, và đã được cấp bằng tốt nghiệp nghiên cứu cao hơn về vận tải hàng không. Năm 1979 Ranariddh quay trở lại Đại học Provence và được phong phó giáo sư, giảng dạy luật hiến pháp và xã hội học chính trị.

## Sự nghiệp chính trị

### Những năm đầu trong đảng FUNCINPEC
Khi Sihanouk thành lập FUNCINPEC vào năm 1981, Ranariddh đã từ chối lời đề nghị tham gia đảng của vua cha vì ông không đồng ý với sự liên kết của tổ chức này với Khmer Đỏ. Vào tháng 6 năm 1983, Sihanouk thúc giục Ranariddh từ bỏ công việc giảng dạy của mình ở Pháp và gia nhập FUNCINPEC, và lần này ông đã đồng ý. Ranariddh được chỉ định làm đại diện cá nhân cho Sihanouk, và chuyển đến Bangkok, Thái Lan, nơi ông phụ trách các hoạt động ngoại giao và chính trị của đảng này ở châu Á. Vào tháng 3 năm 1985, Ranariddh được bổ nhiệm làm tổng thanh tra của Armee Nationale Sihanoukiste (ANS), lực lượng vũ trang của FUNCINPEC, và vào tháng 1 năm 1986 trở thành Tổng tư lệnh và Tham mưu trưởng ANS.
Ranariddh trở thành tổng thư ký của FUNCINPEC vào tháng 8 năm 1989, khi Sihanouk từ chức chủ tịch đảng.  Ngày 10 tháng 9 năm 1990, Ranariddh gia nhập Hội đồng Quốc gia Tối cao Campuchia. Ranariddh trở thành tổng thư ký của Khi Hiệp định Hòa bình Paris 1991 được ký kết vào tháng 10 năm đó, chính thức kết thúc chiến tranh Campuchia-Việt Nam, Ranariddh là một trong những người ký kết SNC FUNCINPEC vào tháng 8 năm 1989, khi Sihanouk thôi chức chủ tịch đảng.  Ngày 10 tháng 9 năm 1990, Ranariddh gia nhập Hội đồng Quốc gia Tối cao Campuchia. Vào tháng 2 năm 1992, ông được bầu vào chức vụ chủ tịch của FUNCINPEC.

### Các cuộc bầu cử năm 1993
Khi Cơ quan chuyển tiếp Liên Hiệp Quốc tại Campuchia (UNTAC) - một cơ quan hành chính song song với SNC - được thành lập vào tháng 2 năm 1992, Ranariddh được bổ nhiệm làm một trong những thành viên hội đồng của nó. Ông đã dành thời gian đi du lịch giữa Bangkok và Phnôm Pênh, và trong khi ở Phnôm Pênh, đã dẫn đầu các nỗ lực mở văn phòng đảng FUNCINPEC trên khắp Campuchia. Đồng thời, FUNCINPEC bắt đầu chỉ trích Đảng Nhân dân cầm quyền, và đã bị trả đũa bằng các cuộc tấn công bạo lực của cảnh sát nhằm vào các quan chức FUNCINPEC cấp thấp.
Các cuộc tấn công đã khiến các trợ lý thân cận của Ranariddh, Norodom Sirivudh và Sam Rainsy, khuyên ông không nên đăng ký đảng tham gia cuộc tổng tuyển cử năm 1993. Tuy nhiên, người phụ trách đầu bếp cho UNTAC, Yasushi Akashi, đã khuyến khích Ranariddh tranh cử. Được thuyết phục bởi Akashi, ông đăng ký đảng và chiến dịch bầu cử bắt đầu vào tháng 4 năm 1993. Ranariddh, cũng như các quan chức FUNCINPEC khác, mặc áo phông có hình ảnh Sihanouk trên đường vận động tranh cử. Trên danh nghĩa, điều này tuân thủ quy tắc bầu cử của chính quyền UNTAC là không sử dụng tên của Sihanouk trong chiến dịch tranh cử, Sihanouk lúc đó là người đứng đầu trung lập về mặt chính trị của SNC. Bầu cử diễn ra vào tháng 5 năm 1993; FUNCINPEC nhật được 45 phần trăm phiếu bầu hợp lệ, giành được 58/120 ghế trong Quốc hội. Đảng Nhân dân từ chối công nhận kết quả bầu cử và khiếu nại có gian lận bầu cử.
Vào ngày 3 tháng 6 năm 1993, các nhà lãnh đạo Đảng Nhân dân Chea Sim và Hun Sen đã gặp Sihanouk và thuyết phục ông đứng đầu một chính phủ lâm thời với Đảng Nhân dân và FUNCINPEC với tư cách là đối tác liên minh chung. Ranariddh, người đã không được hỏi ý kiến, bày tỏ sự ngạc nhiên. Đồng thời, Hoa Kỳ và Trung Quốc phản đối kế hoạch này, khiến Sihanouk phải hủy bỏ quyết định của mình vào ngày hôm sau. Ngày 10 tháng 6 năm 1993, các nhà lãnh đạo Đảng Nhân dân do Tướng Sin Song và Chakrapong chỉ huy đe dọa ly khai tám tỉnh miền Đông khỏi Campuchia. Ranariddh lo sợ một cuộc nội chiến với CPP,  có quân đội lớn hơn nhiều so với ANS. 
Theo đó, ông chấp nhận ý tưởng FUNCINPEC hợp tác với Đảng Nhân dân,  và cả hai bên đã đồng ý bố trí thủ tướng kép trong chính phủ mới.  Vào ngày 14 tháng 6, Ranariddh chủ trì một cuộc họp quốc hội, đưa Sihanouk làm Nguyên thủ quốc gia, với Hun Sen và Ranariddh làm đồng Thủ tướng trong chính phủ lâm thời.  Một hiến pháp mới đã được soạn thảo trong ba tháng tiếp theo và được thông qua vào đầu tháng 9. Vào ngày 24 tháng 9 năm 1993, Sihanouk từ chức nguyên thủ quốc gia và được phục hồi làm Quốc vương Campuchia. Trong chính phủ mới, Ranariddh và Hun Sen lần lượt được bổ nhiệm làm Thủ tướng thứ nhất và Thủ tướng thứ hai.
Ông là cựu chủ tịch của đảng chính trị Funcinpec, và đã bị khai trừ khỏi đảng này thông qua một cuộc bỏ phiếu của đảng Funcinpec ngày 18 tháng 10 năm 2006. Ông là thủ tướng thứ nhất của Campuchia (Hun Sen là thủ tướng thứ hai) của Campuchia từ tháng 9 năm 1993, khi chế độ quân chủ được phục hồi cho đến tháng 7 năm 1997, khi bị Hun Sen hất cẳng. Sau thời gian sống lưu vong ở nhiều nước, ông trở về Campuchia và trở thành chủ tịch Quốc hội Campuchia. Khi quốc vương Norodom Sihanouk thoái vị tháng 10 năm 2004, nhiều người cho rằng Ranariddh sẽ là ứng cử viên cho vị trí tân quốc vương do sự nổi tiếng của ông. Nhưng ông lại tuyên bố không muốn vị trí này. Cuối tháng đó, ông là một thành viên trong một Hội đồng Tôn vương 9 thành viên đã bầu chọn Norodom Sihamoni làm tân vương.
Sau đó ông đã thành lập Đảng Norodom Ranariddh (NRP), hiện là chính đảng lớn thứ 3 ở Campuchia.

### Qua đời
Norodom Ranariddh qua đời vào ngày 28 tháng 11 năm 2021 tại Paris, Pháp. 
Tổng thống Pháp Emmanuel Macron quyết định tuyên bố quốc tang hoàng tử trong 3 ngày (1, 2 và 3 tháng 12 năm 2021), các nơi công cộng trên toàn lãnh thổ nước Pháp sẽ treo cờ rủ, ngừng hoạt động vui chơi, giải trí công cộng.